# Francesco
Francesco (bra: Francisco de Assis ou Francesco - A História de São Francisco de Assis) é um filme teuto-italiano de 1989, do gênero drama histórico, dirigido por Liliana Cavani.

## Sinopse
Conta a história de Francisco de Assis, que renunciou aos valores materiais para viver o cristianismo e seria canonizado pelo Vaticano.

## Elenco
- Mickey Rourke - Francisco de Assis
- Helena Bonham Carter - Chiara
- Andréa Ferréol - mãe de Francisco (creditada como Andrea Ferreol)
- Nikolaus Dutsch - cardeal Colonna
- Peter Berling - Bispo Guido
- Hanns Zischler - papa Inocêncio 3º
- Mario Adorf - cardeal Ugolino
- Paolo Bonacelli - pai de Francisco
- Fabio Bussotti - Leone
- Riccardo De Torrebruna - Pietro Cattani
- Alexander Dubin - Ângelo
- Edward Farrelly - Egídio
- Paolo Proietti - Pacífico
- Paco Reconti - Rufino
- Diego Ribon - Bernardo di Quintavalle

## Principais prêmios e indicações
Festival de Cannes 1989 (FRA)
- Indicado ao Palma de Ouro de melhor diretor (Liliana Cavani).[3]

David di Donatello 1989 (ITA)
- Venceu na categoria de melhor design de produção (Danilo Donati).

Italian National Syndicate of Film Journalists Silver Ribbon 1989 (ITA)
- Venceu na categoria de melhor design de produção (Danilo Donati).
- Venceu na categoria de melhor ator coadjuvante (Fabio Bussotti).